# Севелл, Аманда Брюстер
Лидия Аманда Брюстер Севелл (англ. Amanda Brewster Sewell; 24 февраля 1859 — 15 ноября 1926) американский художник 19 века, специализирующийся на портретах и жанровых сценах.
Прежде чем выйти замуж за своего мужа, коллегу художника Роберта Ван Ворста Севелла, Аманда изучала искусство в США и Париже. На Всемирной Колумбийской выставке в 1893 году она получила бронзовую медаль за свою фреску «Аркадия». В последующие годы Аманда продолжала завоевывать медали на выставках и была первой женщиной, выигравшей главный приз Национальной академии дизайна, где в 1903 году она была назначена доцентом. К 1906 году она была вице-президентом женского художественного клуба в Нью-Йорке. Её работы находятся в нескольких частных коллекциях.

## Биография

### Ранние годы
Лидия Аманда Брюстер, дочь Бенджамина Т. Брюстера и Джулии Энн Брюстер, родилась 24 февраля 1859 года в Северной Эльбе, штат Нью-Йорк. Будучи молодой девушкой нарисовала портрет Уильяма Брюстера, пассажира Мейфлауэр, одного из своих предков.

### Образование
В 1876 году Аманда училась в античном классе Национальной академии дизайна. Также проходила обучение у Суэйна Гиффорда и Дугласа Фолка в лиге студентов-художников Нью-Йорка в колледже Cooper Union, под руководством Уильяма Сартена и Уильяма Меррита Чейза. В Париже она училась в Академии Жюлиана у Тони Робер-Флёри и Вильяма-Адольфа Бугро. Аманда также училась в ателье Шарля Эмиля Огюста Дюрана и три года подряд выставлялась на Парижском салоне, впервые в 1886, затем в 1887 и 1888 годах.

### Карьера
После окончания учёбы в Париже Аманда открыла студию в Нью-Йорке. В этот период она пишет портреты Миссис Питер Купер Хьюит, Миссис Хелен Дженнингс Рейнджер (супруга американского художника, Генри Уорда Рейнджера), Миссис Флоры Бигелоу Додж (супруга военного офицера, Джона Бигелоу Доджа) и своего супруга, Роберта Ван Ворста Севелла. Аманда писала пейзажи. Национальная академия дизайна отмечала, что её художественные тенденции были стимулированы горными пейзажами, окружающими дом Севеллов, и что Аманда достигла значительных возможностей использовать цвет ещё до того, как прошла какое-либо обучение.
В 1888 году Аманда выиграла приз Нормана Доджа в Национальной академии дизайна. Севел выставила свои работы в Музее науки и промышленности, а также в Женском здании на Всемирной Колумбийской выставке 1893 года в Чикаго, штат Иллинойс. Она получила бронзовую медаль за «Аркадию», боковую фреску для зала почета Женского здания. Кирстен Суинт сказала:

«Создав фреску „Аркадия“, Аманда Брюстер Севелл показала свое мастерство писать человеческую фигуру, разрабатовать сложные композиции и управлять предметом исторической живописи.»

Всемирная Колумбийская выставка 1893 года
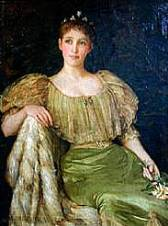
Портрет дамы, 1893
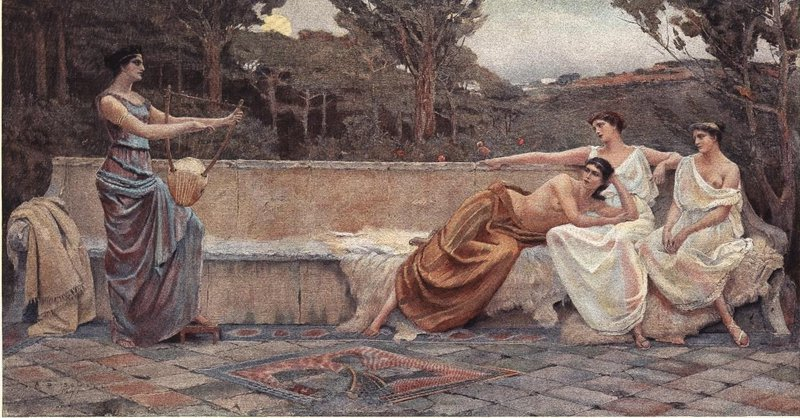
Сапфо, 1891
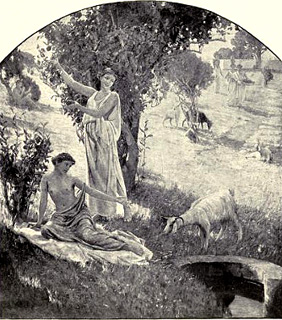
Фреска "Аркадия", 1893 (черно-белая фотография)

С 21 декабря 1896 по 22 февраля 1897 года на выставке Академии изящных искусств в Пенсильвании Аманда выставляла «Пастораль», «Праздник Сильвана» и «Удовольствия прошлого». Она завоевала бронзовую медаль на Панамериканской выставке 1901 года, серебряную награду на выставке Чарльстона в Южной Каролине в 1902 году, бронзовую медаль на выставке в Сент-Луисе 1904 года и премию Томаса Б. Кларка за лучшую композицию фигуры на выставке Национальной академии дизайна в Нью Йорке в 1904 году. Работа, которую The Independent назвал «важной», изображает танцующих греческих девушек и детей, ведущих скот на церемонию жертвоприношения. Harper’s Weekly отметил, что радостные фигуры, движущиеся по поляне, на которую проливается солнечный свет, превосходны цвету и ритмичности. Они будто часть задуманного и великолепно выполненного пейзажа. Аманда стала первой женщиной, получившей главный приз Национальной академии.
7 марта 1904 года её автопортрет был награждён дипломом Национальной академии. Он также был представлен на выставке Национальной академии дизайна портретов, организованной Национальным художественным клубом в 1916 году. В 1906 году Амандад уже стала вице-президентом и членом отборочного жюри Женского художественного клуба в Нью-Йорке, который был создан в 1890 году, как социальный клуб для женщин, интересующихся искусством, и в качестве площадки для демонстрации работ женщин-художников.
Аманда Севелл умерла в 1926 году во Флоренции, Италия. Её супруг, Роберт Ван Ворст Севелл скончался в 1924 году, также во Флоренции.

## Личная жизнь
12 апреля 1888 года Аманда вышла замуж за художника, Роберта Ван Ворста Севелла. Роберт родился в 1860 году, в 1901 стал доцентом Национальной академии дизайна. Пара жила на Лонг-Айленде, штат Нью-Йорк, в доме в Оустер Бей, который был построен по проекту супруга Севелл. Роберт стал профессиональным скульптором, начал создавать элементы декора при помощи резьбы по дереву, а также начал создавать скульптуры для дома, вылепленные по средневековым эскизам. Посвященное архитектуре и ландшафтному дизайну издание American Homes and Gardens назвало дом Севеллов одной из самых известных резиденций страны. В 1918 году семейная пара попала в социальный реестр, издание в США, которое раз в полгода публикует имена представителей высшего общества. Один из сыновей Аманды и Роберта, Уильям Джойс Севелл, женился на Мэрион Браун, дочери художника Болтона Брауна.

## Примечание
1. ↑  Amanda or Lydia Amanda Sewell // Benezit Dictionary of Artists (англ.) — OUP, 2006. — ISBN 978-0-19-977378-7
2. ↑  Union List of Artist Names (англ.)
3. ↑  Bénézit, Emmanuel. Dictionary of Artists // Edition Grund. — 2006. — ISSN 2700030826..
4. 1 2 3 4 5  John William Leonard; Albert Nelson Marquis. Who's who in America. — Marquis Who's Who, 1910. — С. с.1718.
5. 1 2 3 4 5 6 7 8 9 10 11 12  David Bernard Dearinger. Paintings and Sculpture in the Collection of the National Academy of Design: 1826-1925. — Hudson Hills, 2004. — С. с.498. — ISBN 978-1-55595-029-3.
6. 1 2  Falk, Peter Hasting. Who Was Who in American Art 1564-1975. — 3. — Madison, CT: Sound View Press, 1999. — ISBN 0932087558..
7. ↑  R.R. Bowker. American Art Directory. — 1898. — С. 265.
8. ↑  Nichols, K. L. "Women's Art at the World's Columbian Fair & Exposition, Chicago 1893". arcadiasystems.org (18 января 2019). Дата обращения: 25 июля 2019. Архивировано 18 октября 2018 года.
9. ↑  Smithsonian American Art Museum; National Portrait Gallery (Smithsonian Institution). — Washington, D.C.: Smithsonian Institution, 1993. — ISBN 0937311014.
10. ↑  Maud Howe Elliott. Art and Handicraft in the Woman's Building of the World's Columbian Exposition, Chicago, 1893. — Boussod, Valadon & Company, 1893. — С. 35.
11. ↑  Kirsten Swinth. Painting Professionals: Women Artists & the Development of Modern American Art, 1870-1930. — UNC Press Books, 2001. — С. 124. — ISBN 978-0-8078-4971-2.
12. ↑  Catalogue of the Annual Exhibition of Painting and Sculpture. — Pennsylvania Academy of the Fine Arts, 1896. — С. 36.
13. ↑  Public Opinion. — Public Opinion Company, 1903. — С. 79.
14. ↑  Kirsten Swinth. Painting Professionals: Women Artists & the Development of Modern American Art, 1870-1930. — UNC Press Books, 2001. — С. 120. — ISBN 978-0-8078-4971-2.
15. ↑  "National Academians - S". National Academy (20 марта 2016). Дата обращения: 26 июля 2019. Архивировано 20 марта 2016 года.
16. ↑  Club Women of New York. — Mail and Express Company, 1906. — С. 97.
17. ↑  "Artists & Architects: (Lydia) Amanda Brewster Sewell 1859-1926". web.archive.org. National Academy (21 октября 2014). Дата обращения: 26 июля 2019. Архивировано 21 октября 2014 года.
18. ↑  "Artists & Architects: Robert Van Vorst Sewell 1860 - 1924". www.nationalacademy.org. National Academy (20 октября 2014). Дата обращения: 26 июля 2019. Архивировано из оригинала 25 августа 2016 года.
19. ↑  Barr Ferree. "Homes of American Artists: Fleetwood by Robert V. Sewell, ANA". — American Homes and Gardens. — Munn and Company, 1909. — С. с. 482-487.
20. ↑  Social Register: Contains the Summer Address where it Differs from the Winter Address of the Residents of New York, Washington, Philadelphia, Chicago, Boston, St. Louis, Pittsburgh, Cleveland ... [etc.]. summer .... — Social Register Association. — 1919. — С. 258.
21. ↑  "Swell-Brown (wedding announcement)" // American Art News. — 1920. — October 23.